# 독일 U-19 축구 국가대표팀
독일 U-19 축구 국가대표팀(독일어: deutsche U-19-Fußballnationalmannschaft)은 독일을 대표하는 19세 이하의 축구 국가대표팀으로, 독일의 축구 관리 기관인 독일 축구 연맹의 관리를 받는다. UEFA U-19 축구 선수권 대회에 9번 참가해 2008년과 2014년에 우승을 차지했다.

## 역대 감독
| 감독            | 임기        |
| --------------- | ----------- |
| 하이코 헤를리히 | 2008 ~ 2009 |
| 크리스티안 치게 | 2011        |
| 크리스티안 치게 | 2012 ~ 2013 |